# Orcesis variegata
Orcesis variegata là một loài bọ cánh cứng trong họ Cerambycidae.